# ملك حبيب
ملك محمد حبيب خان (بالأردوية: ملک محمد حبیب خان)‏، هو وزير الداخلية الاتحادي السابق لباكستان خلال الحكومة المؤقتة، والمفتش العام للشرطة أثناء الانتخابات العامة 2013 في باكستان.
في 2 أبريل 2013 تم تعيينه وزيرًا اتحاديا للداخلية في باكستان. كانت مسؤوليته هي إجراء انتخابات حرة ونزيهة في البلاد. وأعلن مجلس اللوردات البريطاني منحه جائزة دولية لضمانه انتخابات سلسة وسلمية في البلاد عام 2013.